# Amalie Schütz

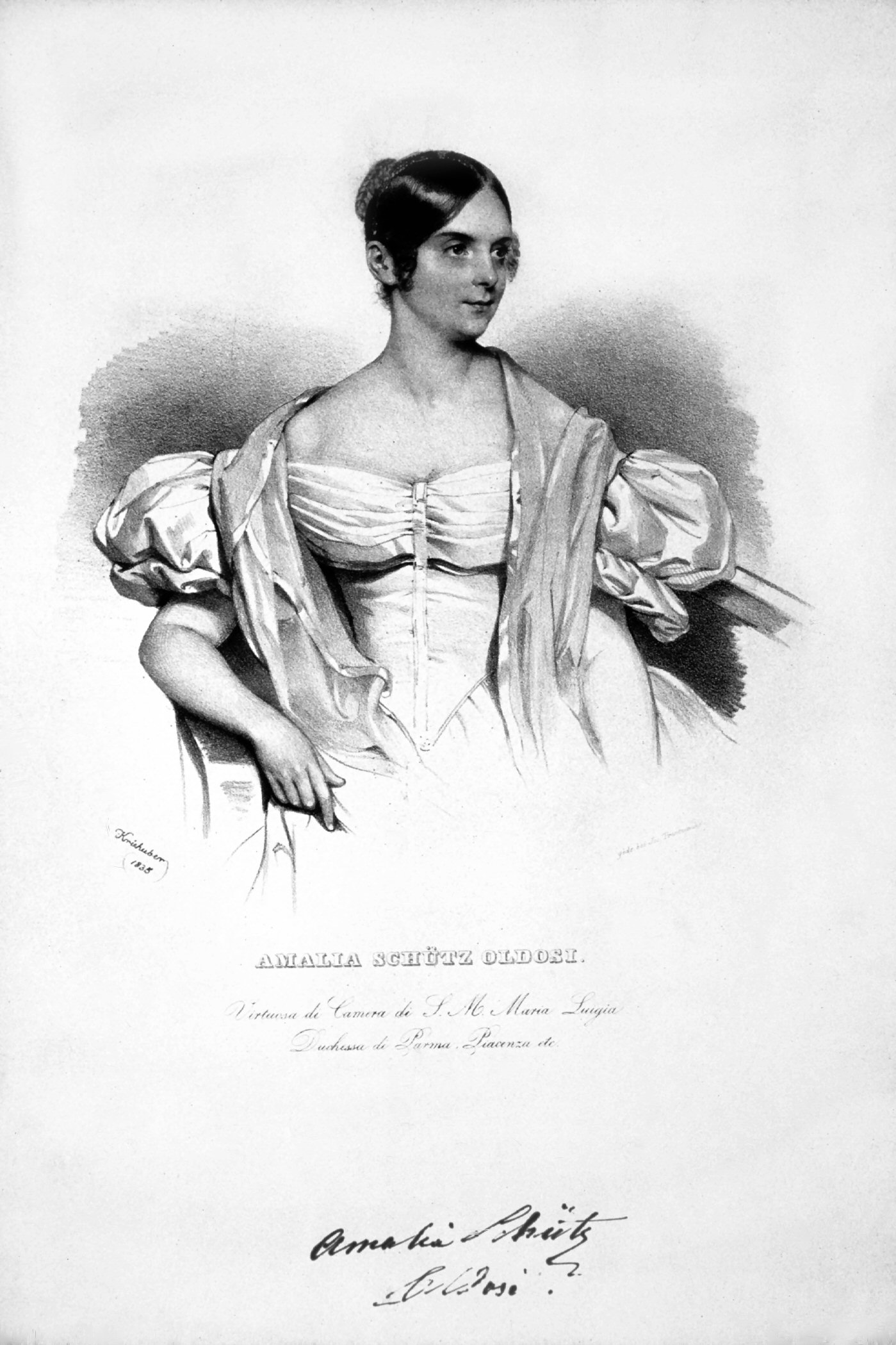
Lithographie von Josef Kriehuber, 1835

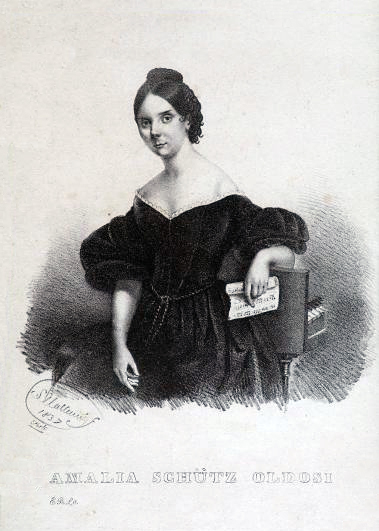
Lithografie von S. Matteucci: Amalia Schütz Oldosi (1837)

Amalie Schütz (Pseudonym: Amalie Schütz-Oldosi; * 22. Jänner 1803 in Wien; † 21. September 1852 in Baden bei Wien) war eine österreichische Opernsängerin (Sopran).

## Leben
Sie war Tochter des Wiener Kartenmalers Joseph Holdhaus. Ihre Ausbildung erfuhr sie in Wien bei Antonio Salieri und Giuseppe Tomaselli; sie debütierte 1821 am Theater an der Wien, wo sie sich als Rossini-Sängerin (Sopran, Mezzosopran) auszeichnete. Bereits im Jahr 1820 heiratete sie den Sänger Joseph Schütz, der auch an diesem Theater engagiert war.
1822–1823 sang sie an der Wiener Hofoper, übernahm etwa von der Schröder-Devrient die Titelrolle in Conradin Kreutzers Cordelia, die sie, nachdem ihre internationale Karriere begonnen hatte, auch am Deutschen Theater in Amsterdam sang. 1825 erschien die Schütz in Paris, wo sie den Künstlernamen Schütz-Oldosi annahm, bald zu einer Sängerin ersten Ranges aufrückte und sich neben Gesangsgrößen wie Giuditta Pasta und Joséphine Fodor-Mainvielle glänzend behaupten konnte. 1828 sang sie am Théâtre-Italien die Ellen in Rossinis La donna del lago, dieselbe Rolle ebenfalls 1828 am King’s Theatre London.
Den Höhepunkt ihrer Laufbahn erlebte sie in Italien. 1830 debütierte sie an der Mailänder Scala als Giulietta in Vincenzo Bellinis I Capuleti e i Montecchi. Als Sängerin von Rossinis, Bellinis und Donizettis Opernrollen erntete Schütz an zahlreichen italienischen Opernhäusern (Neapel, Florenz, Bologna, Lucca, Rom) glänzende Erfolge.
1835 kam sie im Rahmen der italienischen Opernstagione nach Wien und trat an der Hofoper in Bellinis La sonnambula und Donizettis Anna Bolena auf. 1836 sang sie in Neapel die Rolle der Serafina in der Uraufführung von Donizettis Il campanello di notte.
1838 zog sie sich von der Bühne zurück und wirkte fortan nur noch als Konzertsängerin. Zuletzt lebte sie als Gesangslehrerin in Wien. Kurz vor ihrem Tod gab sie nochmals ein Gastspiel in London.
Amalie Schütz-Oldosi zählte zu ihrer Zeit zu den Koryphäen Österreichs auf dem Gebiete der Sangeskunst; sie liegt auf dem Friedhof St. Helena, Baden bei Wien, begraben.